# Bulgária hadba lépése (első világháború)

Bulgária zászlaja 1913-ban

A Bolgár Királyság 1915. szeptember 7-én társulási szerződést írt alá a Központi hatalmakkal belépve ezzel az első világháborúba. A bolgár állam háborús célja a második Balkán-háború során elvesztett területek visszaszerzése volt.

## Bulgária külpolitikája az első világháborúig

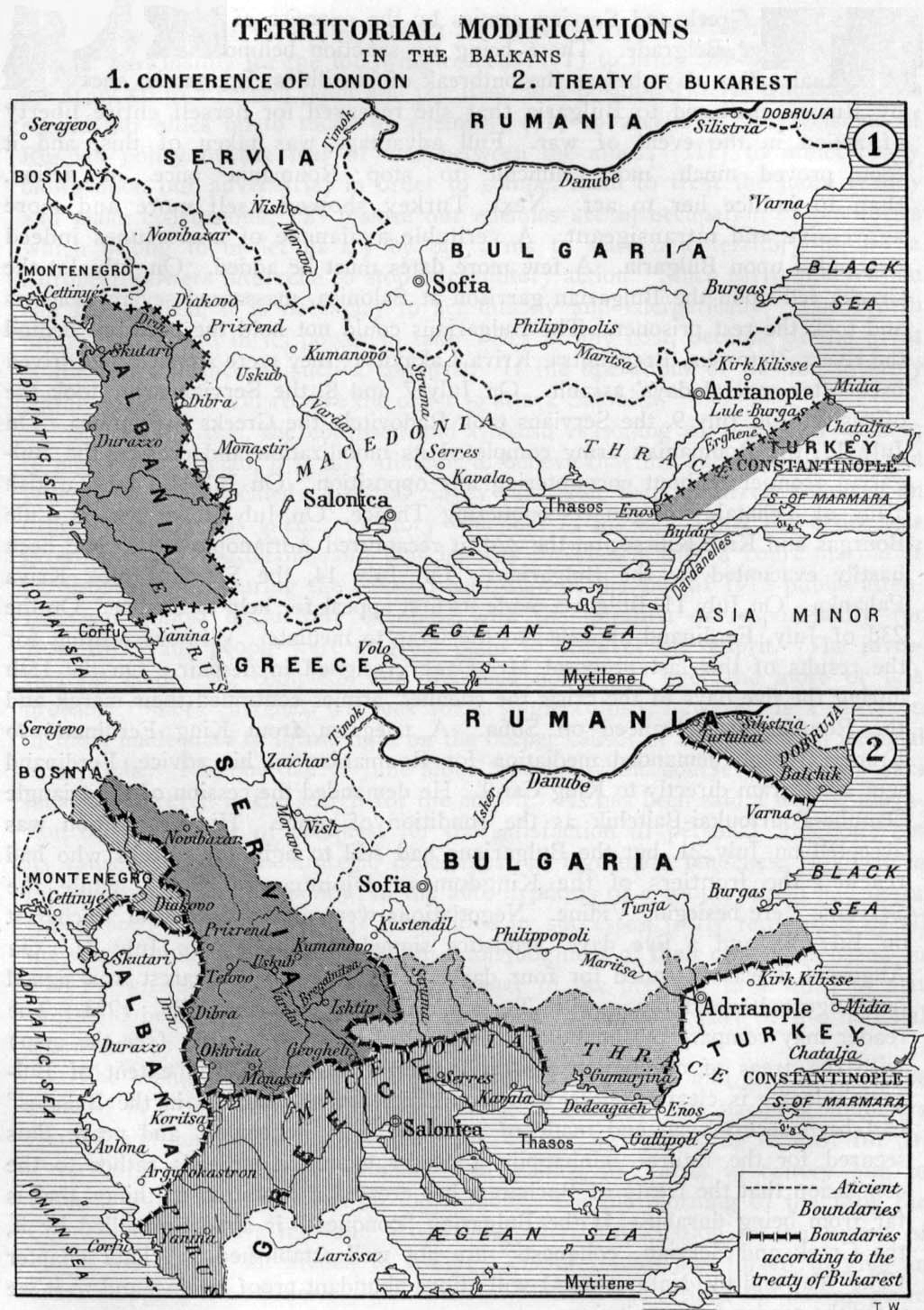
Bulgária és szomszédai az első balkáni háború előtt és után

### Az első Balkán-háború
1911 végén az olasz–török háború elhúzódása és a török haderő lekötöttsége arra sarkallta Szerbiát és Bulgáriát, hogy szövetséget kössön Törökország ellen. Az 1912 márciusában létrejött szerződés után 1912 májusában katonai szerződést is kötöttek. Bulgária kis idő múlva hasonló szövetséget kötött Montenegróval és Görögországgal is. A Balkán azonban az Osztrák–Magyar Monarchia érdeklődésének középpontjában is állt. A Monarchia diplomáciája próbálta elkerülni, hogy a balkáni államok szövetsége Törökország mellett a dualista állam ellen is irányuljon. 
1912 októberében a Balkán-szövetség megkezdte háborúját Törökország ellen. Törökország igyekezett békét kötni Olaszországgal és lemondott Líbiáról, hogy erejével a balkáni birtokait veszélyeztető országok ellen fordulhasson. Bulgária – méretéhez képest – a legtöbbet vállalta magára a hadjáratból. Csapatai a Halkidikí-félsziget és Dadeagacs között megszállták a tengerpartot, Trákiát és a mai Macedónia keleti szegélyét.

### A második Balkán-háború
Az első Balkán-háborúban Bulgária – bár nagy területeket sikerült meghódítania – kimerült. Megnövekedett területe elbizonytalanította Romániát és Szerbiát. Az első balkán-háborút lezáró 1913. május 30-án aláírt békeszerződést azon nyomban megtámadták. A Balkánon érdekelt monarchia tervei ellenében hatott Szerbia és Románia szövetsége, Bécs-Budapestnek egyik szomszédos állam megerősödése sem állt érdekében. A Monarchia szövetséget keresett Bulgáriával, hogy az osztrák érdekek elleni szervezkedést ellensúlyozni tudja. Románia Dél-Dobrudzsa átengedését követelte, aminek a bolgárok részben eleget is tettek. (Szilisztra környéke Romániához került.) Szerbia azonban békíthetetlen volt, 1913 júniusában jegyzékben követelte, hogy Bulgária engedje át számára Kelet-Makedóniát. Bulgária maga mögött tudván a Monarchia támogatását visszautasította az ajánlatot, majd június 29-én megelőző csapást mért a szerb hadseregre. A harcokba bekapcsolódtak a görög, román és török csapatok is. Bulgária hamarosan négy fronton kényszerült harcolni ellenségeivel és mindenütt vereséget szenvedett. A Monarchia elérkezettnek látta az időt a beavatkozásra, de ezt a Német Császárság erőteljes rosszallása miatt végül nem tette meg. A Monarchia cserben hagyta Bulgáriát, amely augusztus 10-én letette a fegyvert és békét kötött.

## Bulgária a világháború kezdetén

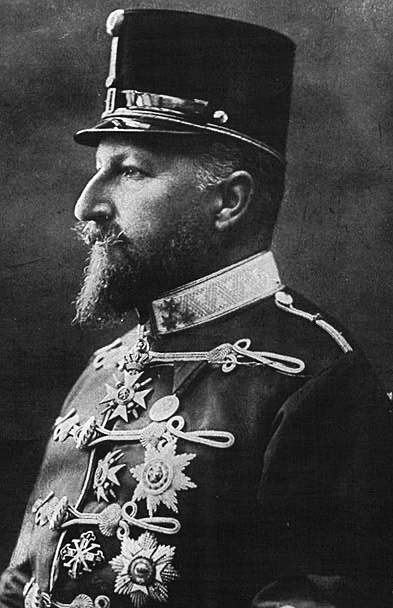
I. Ferdinánd bolgár cár

### A bolgár állam háborús céljai
A bolgár állam célja az első világháború kezdeti hónapjaiban az volt, hogy valamelyik szövetség keretein belül kiharcolja a második balkáni háborúban elveszített területeinek visszaszerzését és hatalmát úgy biztosíthassa a régióban, hogy a második balkáni háborúban történtek soha többé ne ismétlődhessenek meg. Célul tűzte ki, hogy valódi kikötővárost szerezzen az Égei-tenger partján, illetve Szerbiától egy jól védhető természetes határvonallal válassza el magát.
A bolgár kormány kezdetben nem akarta elkötelezni magát egyik nagy szövetség felé sem. Olaszországhoz hasonlóan ki kívánta várni azt a pillanatot, amikor hadba lépéséért cserébe a legnagyobb kedvezményeket képes kiharcolni és kis erőfeszítéssel biztosíthatja katonai győzelmét. Erre 1915 nyarán érkezett el az idő. 

### Az antant kísérlete Bulgária bevonására
Az antant csapatai partra szálltak a Gallipoli félszigeten és véres küzdelembe bonyolódtak a török hadsereggel. Bulgáriával diplomáciai érintkezésbe léptek az antant államai, hogy az antant oldalán való hadba lépésének feltételeiről tudakozódjanak. Az antant azonban nem tudta azt az árat kínálni bolgár szövetségért cserébe, amit a bolgár hatalmi körök elvártak volna. Az antant mindössze Macedónia egy részének átengedését ajánlotta fel, ezzel azonban Szerbia nem értett egyet. Görögországgal és Romániával szemben semmiféle engedményre nem kötelezték magukat. A bolgár politikusok látták, hogy az antant nem képes igényeik kielégítésére, ezért megszakították a tárgyalásokat és a központi hatalmak ajánlatát fogadták el.

### Szövetség a központi hatalmakkal

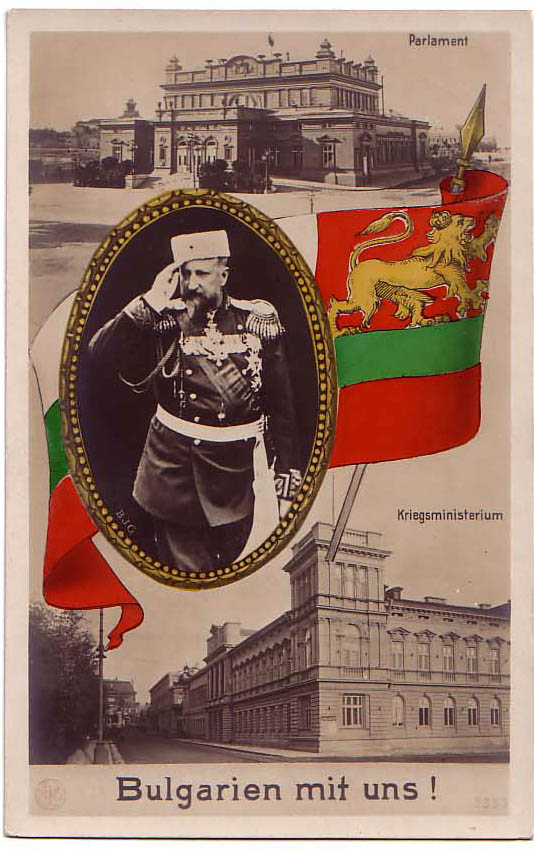
Bulgária velünk van! – német feliratú képeslap

1914 őszén és telén a kis Szerbia még sikerrel verte vissza a Monarchia betörési kísérleteit. Nyilvánvalóvá vált, hogy Ausztria-Magyarország egymaga nem lehet képes leszámolni Szerbiával ezért igyekezett felmelegíteni a balkáni háborúk után hűvössé vált bolgár kapcsolatot. A Monarchia számára egyre fontosabbá vált, hogy a Balkánon erős szövetségesre tegyen szert. Bulgária bevonása Olaszország hadba lépése után vált sürgetővé.
Bulgáriára ugyanakkor mély benyomást tettek a központi hatalmak sikerei Galíciában és az antant súlyos kudarca a Dardanelláknál. A központi hatalmak diplomatái 1915 egész augusztusában győzködték Bulgáriát a hadba lépés előnyeiről. A német diplomácia sikerrel győzte meg a bécsi politikusokat, hogy Bulgária bevonása nem veszélyezteti a vágyott balkáni birodalmat.
A tárgyalások eredménye az 1915. szeptember 7-én aláírt szerződés, melyben az ország öt évre társult a központi hatalmakhoz. Az ebben foglaltak szerint Bulgáriát illeti Szerbia Déli-Morava folyótól keletre eső területeinek egy része, illetve Makedónia bizonyos területei. A szerződés Görögország és Románia ellen is érvényes volt, amennyiben azok bármely szerződő féllel szemben ellenségesen lépnének fel. A Törökországgal kötött szövetség értelmében Bulgária megkapta az Égei-tenger mellett, a Marica torkolatában fekvő Dadeagacs kikötővárost és a hozzá vezető vasútvonalat.

## Hadüzenetek
Szeptember 12-én Bulgária mozgósította haderejét. Október 7-én a Monarchia megindította támadását Szerbia ellen. Október 12-én Szalonikiben antanterők szálltak partra, hogy Szerbiát megsegítsék. Bulgária október 10-én hadat üzent Szerbiának és hat hadosztályát harcba küldte. Csapatai útját állták az antant északra igyekvő alakulatainak és visszaűzték őket Görögországba. Ugyanezen a napon Párizsban és Londonban deklarálták a Bulgária elleni háborút.

## Lásd még
- Szerbia összeomlása 1915-ben